# Національний Сорочинський ярмарок

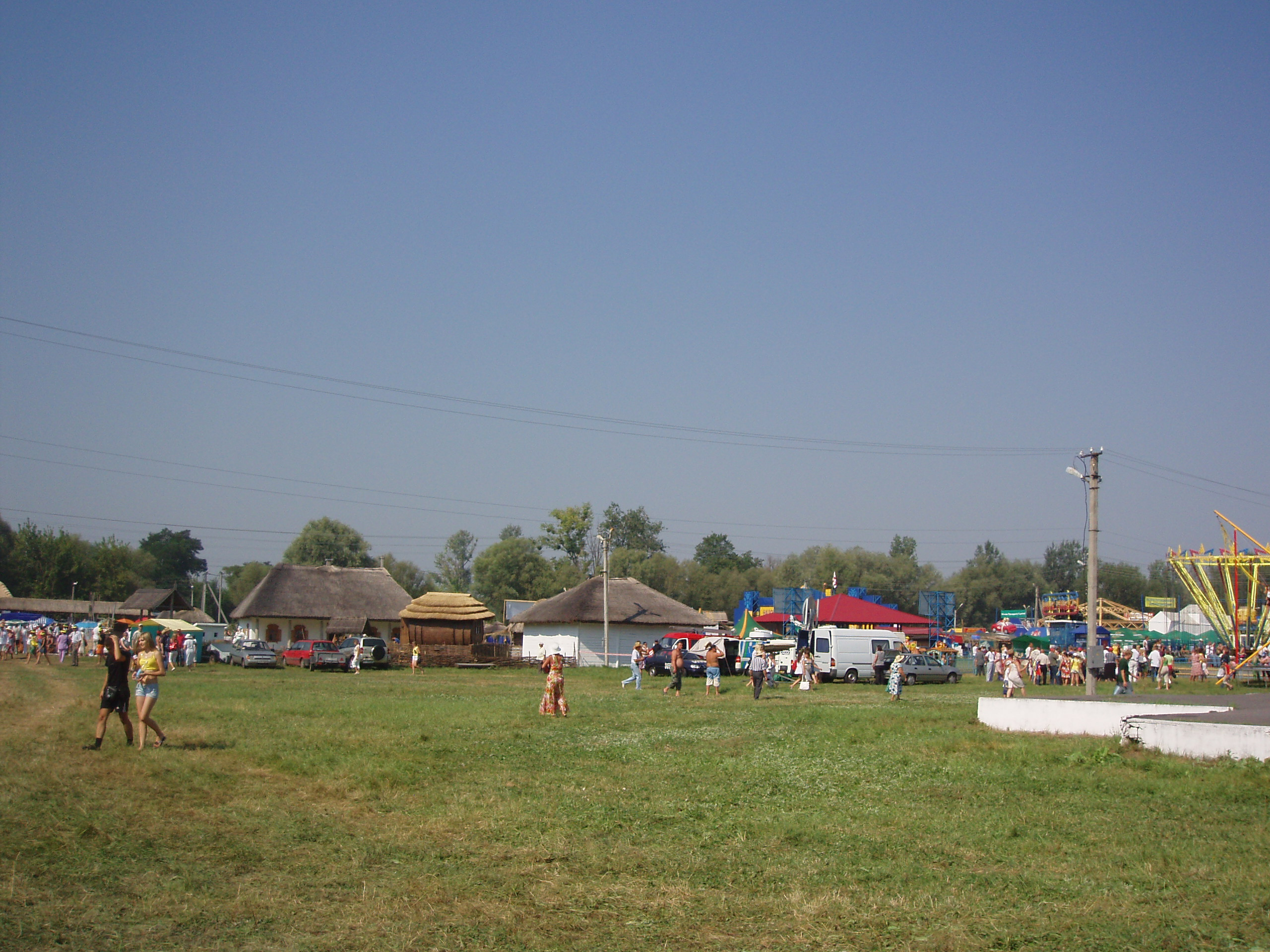
На підході до Сорочинського ярмарку, загальний план, 2008

Національний Сорочинський ярмарок — один з найвідоміших ярмарків в Україні, що відбувається в селі Великі Сорочинці Миргородського району на Полтавщині.

## Історія

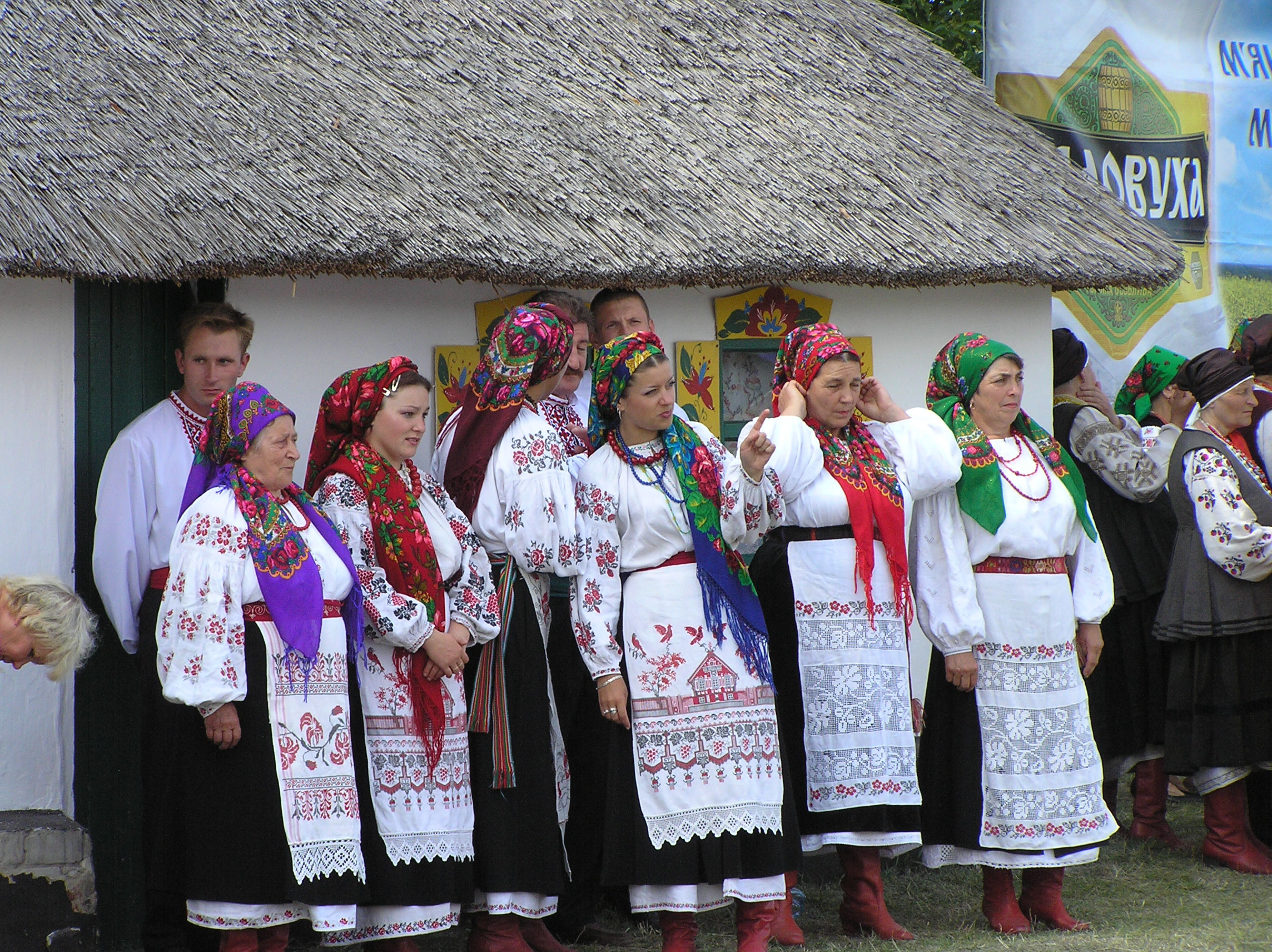
Художній колектив, 2007

Село Великі Сорочинці Миргородського району, напевне, й залишилося б, як і багато інших сіл Полтавщини, маловідомим, якби його не прославив на віки великий земляк — письменник Микола Васильович Гоголь.

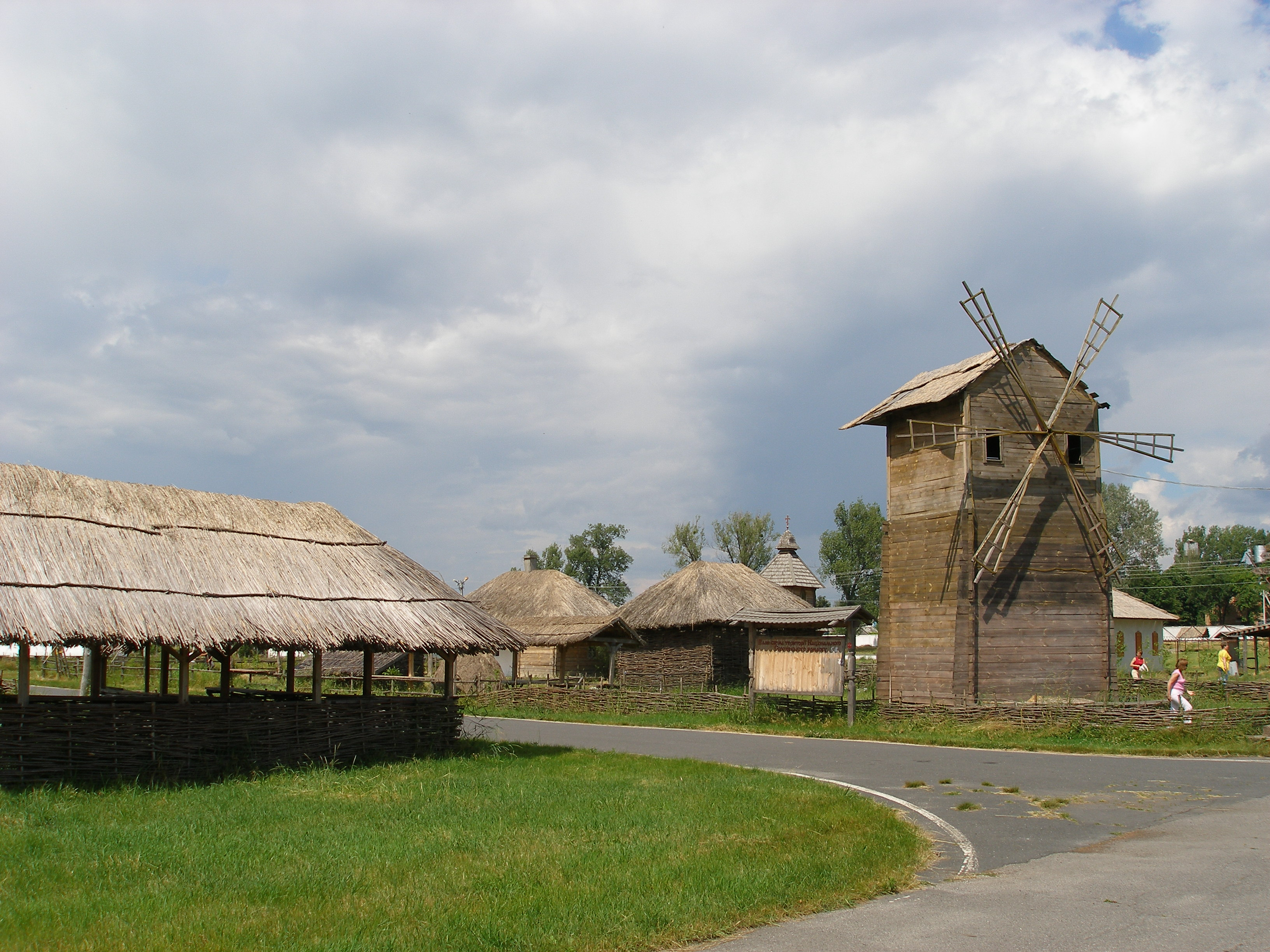
Жабокрицька площа

В повісті «Сорочинський ярмарок», що є складовою частиною «Вечорів на хуторі біля Диканьки», Микола Гоголь описує, як люди з усіх кінців їдуть на ярмарок десь на початку XIX ст.
Ярмарки продовжували існувати аж до 20-х років XX ст., коли були закриті зовсім. Вся торгівля в селах перейшла до кооперації та під контроль держави.

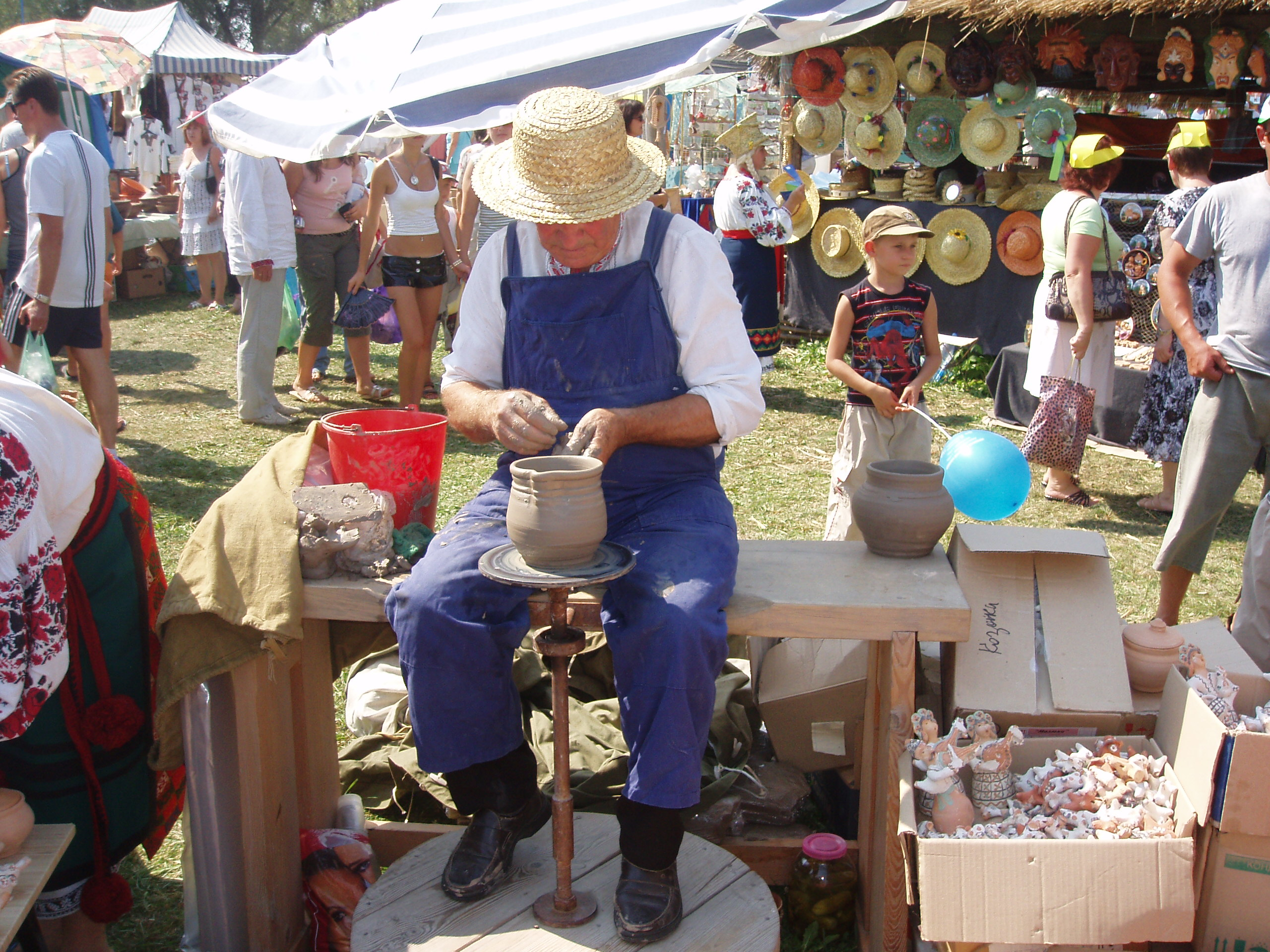
Український гончар на Сорочинському ярмарку, 2008.

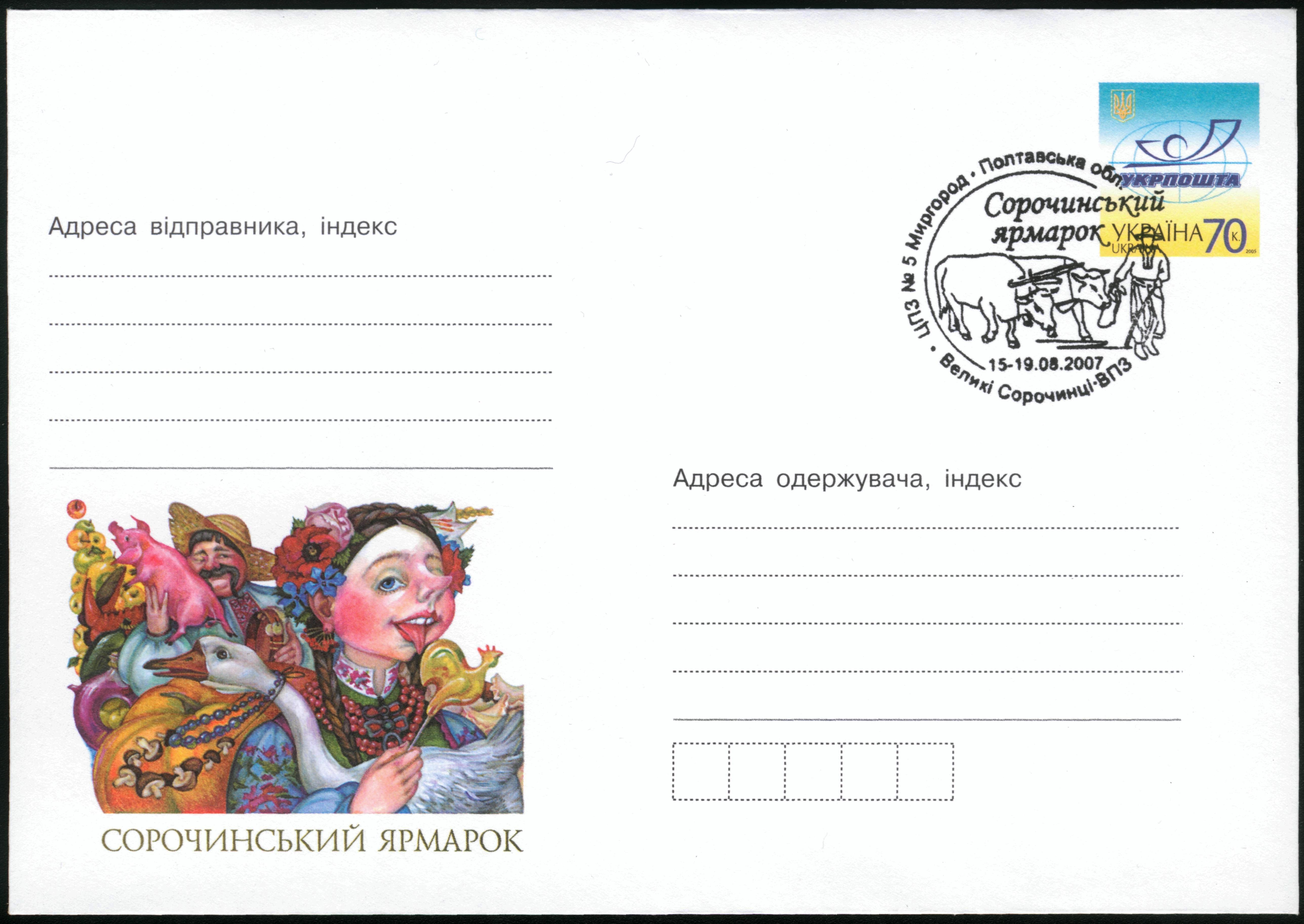
Конверт, 2007

З 1966 року ярмарки починають відроджуватись, і започатковує, відроджує ту давню традицію Сорочинський ярмарок. На нього з'їжджалось багато представників різних організацій та підприємств — торгових та виробників не лише з Полтавщини, але й з багатьох інших областей України, з-за кордону. Багато людей приїздило в Сорочинці, щоб придбати різноманітні, дефіцитні на той час, речі, товари. Їх не зупиняло навіть те, що ярмарковий майдан являв собою необладнане поле, без будь-яких умов ні для учасників, ні для гостей.
Період перебудови та розпаду Радянського Союзу, перших років незалежності, коли Україна потерпала від суцільного товарного голоду та інфляції, міг стати початком кінця Сорочинського ярмарку. Але З серпня 1999 року, згідно з указом Президента України, Сорочинський ярмарок має статус національного.

## Хронологія ярмарків
- 2020: ?
- 2019: ?—?
- 2018: 21 — 26 серпня
- 2017: 22 — 27 серпня
- 2016: 16 — 21 серпня
- 2015: 18 — 23 серпня
- 2012: 14 — 19 серпня
- 2011: 16 — 21 серпня
- 2010: 17 — 22 серпня
- 2009: 19 — 23 серпня
- 2008: 13 — 17 серпня
- 2007: 14 — 19 серпня
- 2006: 17 — 21 серпня
- 2005: 17 — 21 серпня
- 2004: 18 — 22 серпня

## Символіка ярмарку
Символом ярмарку є стилізоване зображення млина з літерами «С» та «Я» у його центрі за зразком згідно з додатком до Положення про Сорочинський ярмарок, затвердженого постановою Кабінету Міністрів України від 9 серпня 1999 р. № 1442.